# Mauricio Marin
Mauricio Marin (* 21. April 1994 in Berlin) ist ein deutscher Basketballspieler.

## Karriere
Marins Heimatverein ist der TuS Neukölln. Über die Station Internationale Berliner Basketball Akademie (IBBA), mit der er 2010 die deutsche U16-Meisterschaft gewann, kam er zum RSV Eintracht Teltow-Kleinmachnow-Stahnsdorf, wo er in der Saison 2010/11 in der 2. Bundesliga ProB eingesetzt wurde. In der Folgesaison 2011/12 war er für die Reservemannschaft des Bundesligisten Alba Berlin in der Regionalliga im Einsatz.
Im Juli 2012 wurde er vom FC Bayern München unter Vertrag genommen. In den kommenden drei Jahren kam er für den FCB zu zwei Kurzeinsätzen in der Bundesliga, wurde aber meist in der zweiten Herrenmannschaft sowie in der Jugend eingesetzt. Nach dem Auslaufen seines Dreijahresvertrages beim FC Bayern wechselte Marin 2015 zum Zweitligaverein Nürnberger BC, wo er in der Saison 2015/16 Stammspieler war. Im Juni 2016 wurde er vom Bundesligisten Walter Tigers Tübingen verpflichtet.
Nach einem Jahr in Tübingen wechselte Marin im Sommer 2017 innerhalb der Bundesliga zu den Gießen 46ers. Nach einer Saison, in der Marin in 29 Bundesliga-Einsätzen im Durchschnitt 4,5 Punkte pro Spiel erzielte, kam es zur Trennung. Im Februar 2019 gab der Bundesligist Science City Jena die Verpflichtung des Combo Guards bekannt. Er bestritt zwölf Bundesliga-Spiele (1,8 Punkte/Begegnung) für die Thüringer, mit denen er den Verbleib in der höchsten Spielklasse verpasste. Im Juni 2019 wurde Marin vom Zweitligaverein Rostock Seawolves als Neuzugang vorgestellt. Er blieb ein Jahr in Rostock. Im Sommer 2021 schloss sich Marin dem SSV Lokomotive Bernau (2. Bundesliga ProB) an.

### Nationalmannschaft
Marin spielte ab der Altersstufe U16 durchgehend bis zur U20 für die deutschen Junioren-Nationalmannschaften und gehörte bei mehreren internationalen Turnieren zum deutschen Aufgebot: U16-EM 2010, U18-EM 2011, Albert-Schweitzer-Turnier 2012, U18-EM 2012, U20-EM 2013.